# 馬格達萊納側頸龜
馬格達萊納側頸龜（學名：Podocnemis lewyana）是南美側頸龜科的一種龜。生活在哥倫比亞北部的馬格達萊納河流域及委內瑞拉馬拉開波湖南部。